# Карантинный объект
Карантинный вредный организм (в карантине растений) — согласно законодательству РФ, это вредный организм, отсутствующий или ограниченно распространённый на территории Российской Федерации; при этом под вредным организмом понимается растение любого вида, сорта или биологического типа, животное или болезнетворный организм любого вида, биологического типа, способные нанести вред растениям или продукции растительного происхождения.
Согласно действующему законодательству, федеральный орган исполнительной власти по обеспечению карантина растений (сейчас — Россельхознадзор) утверждает перечень карантинных объектов. При этом различают: 1) карантинные объекты, отсутствующие на территории Российской Федерации, и 2) карантинные объекты, ограниченно распространённые на территории Российской Федерации.
На данный момент действует Приказ Минсельхоза РФ от 15.12.14 г., № 501 «Об утверждении перечня карантинных объектов», согласно которому составлен список.

## Насекомые — вредители растений

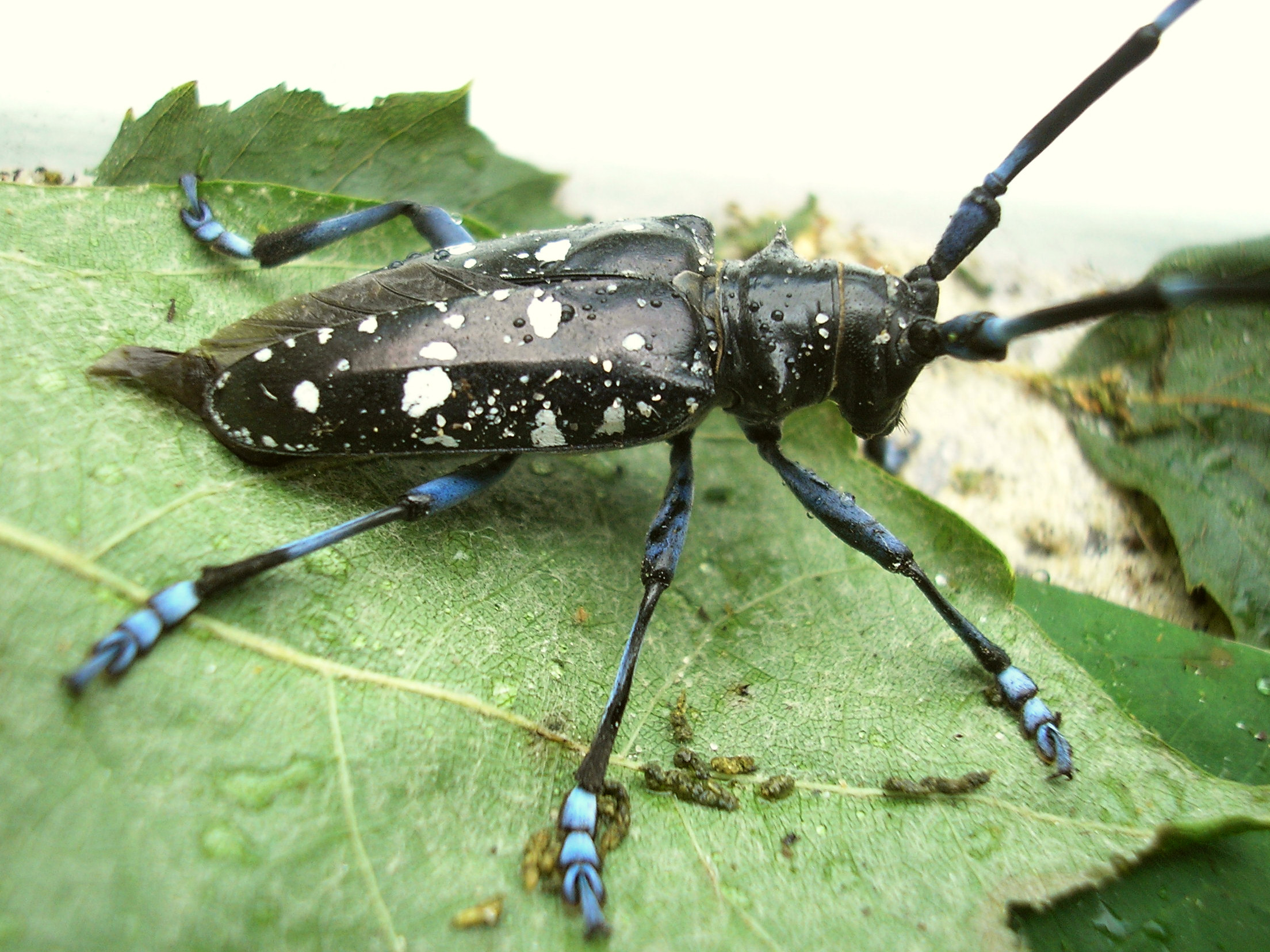
Азиатский усач

### Отсутствующие на территории России

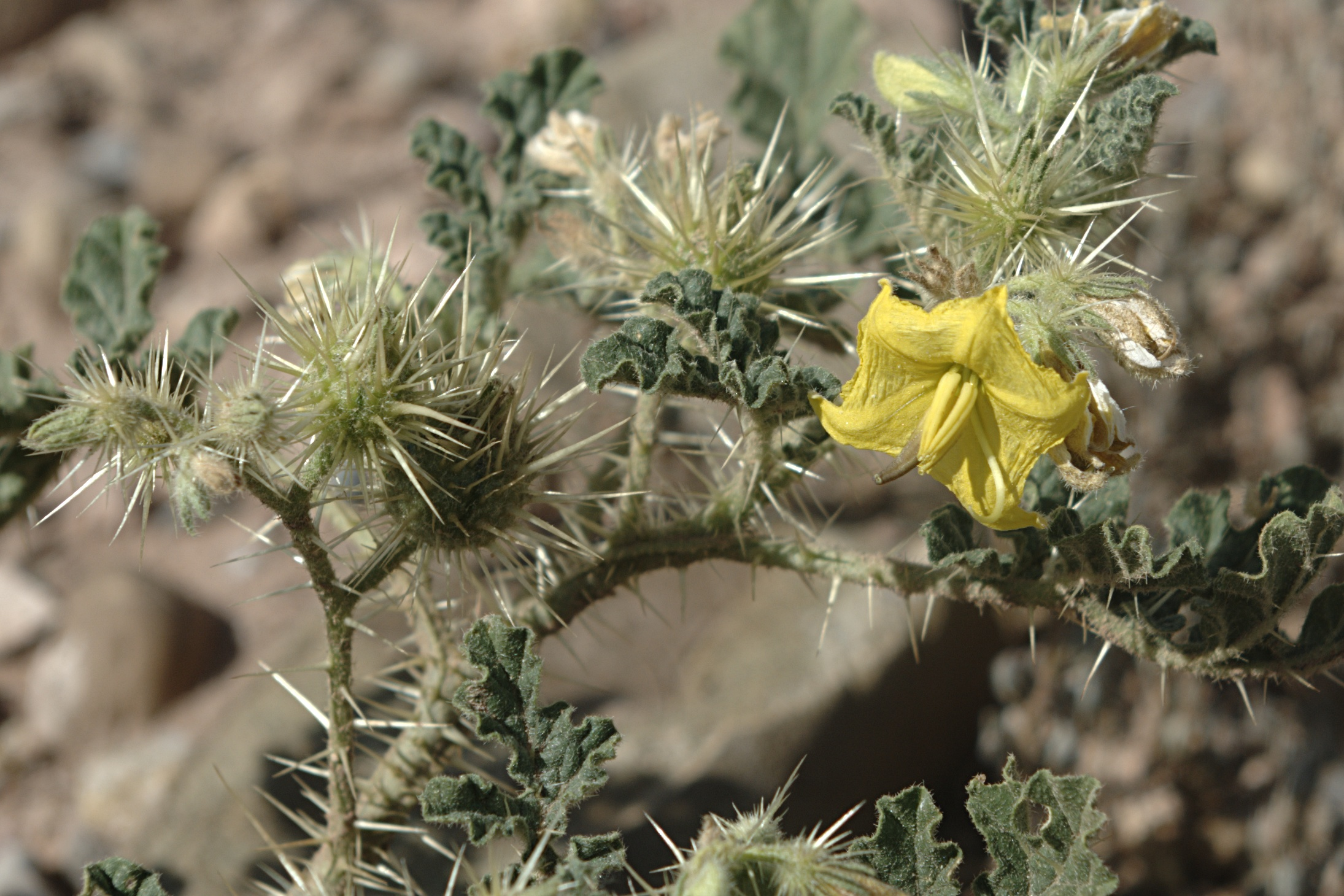
Паслён колючий

- Азиатский усач (Anoplophora glabripennis)
- Азиатская хлопковая совка (Spodoptera litura)
- Американский клеверный минер (Liriomyza trifolii)
- Андийские картофельные долгоносики (Premnotrypes) (все виды)
- Египетская хлопковая совка (Spodoptera littoralis)
- Зерновка рода калособрухус (Callosobruchus) (все виды)
- Капровый жук (Trogoderma granarium)
- Картофельный жук-блошка (Epitrix cucumeris)
- Картофельный жук-блошка клубневая (Epitrix tuberis)
- Кукурузный жук диабротика (Diabrotica virgifera)
- Пальмовый трипс (Thrips palmi)
- Плодовый долгоносик (Conotrachelus nenuphar)
- Средиземноморская плодовая муха (Ceratitis capitata)
- Томатный листовой минер (Liriomyza sativae)
- Тутовая щитовка (Pseudaulacaspis pentagona)
- Южноамериканский листовой минер (Liriomyza huidobrensis)

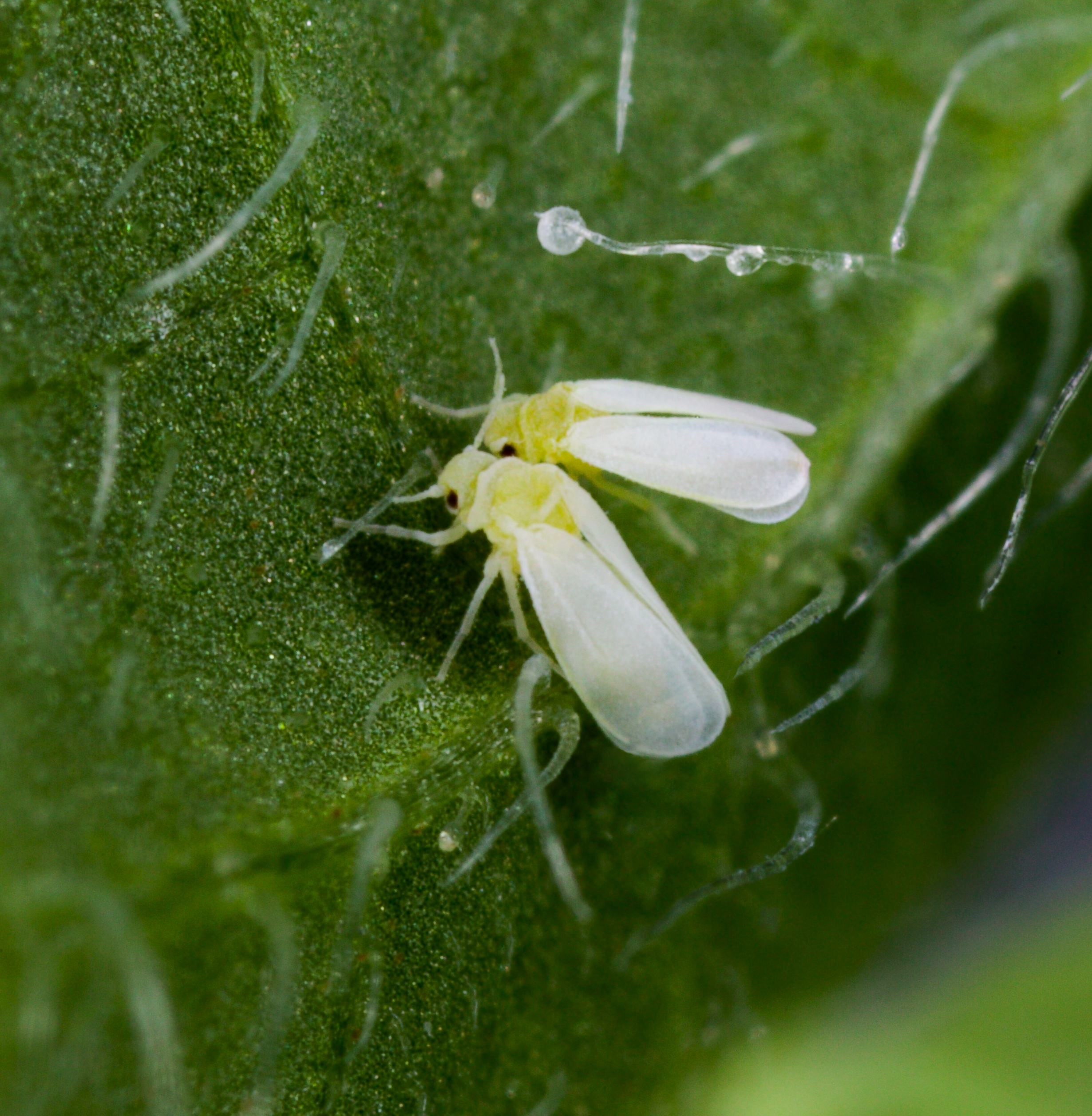
Табачная белокрылка

- Яблонная муха (Rhagoletis pomonella)
- Японский жук (Popillia japonica)

### Ограниченно распространённые на территории России
- Американская белая бабочка (Hyphantria cunea)
- Большой еловый лубоед (Dendctonus micans)
- Большой черный еловый усач (Monochamus urussovi)
- Восточная плодожорка (Grapholitha molesta)
- Восточносибирский хвойный усач (Monochamus impulviatus)
- Дальневосточный черный усач (Monochamus nitens)
- Западный цветочный трипс (Frankliniella occidentalis)
- Картофельная моль (Phthorimaea operculella)
- Калифорнийская щитовка (Quadraspidiotus perniciosus)
- Малый черный еловый усач (Monochamus sutor)
- Непарный шелкопряд (Lymantria dispar) (азиатская раса)
- Персиковая плодожорка (Carposina niponensis)
- Сибирский шелкопряд (Dendrolimus sibiricus)
- Табачная белокрылка (Bemisia tabaci)
- Черный сосновый усач (Monochamus galloprovincialis)
- Черный хвойный усач (Monochamus saltuarius)
- Филлоксера виноградная (Viteus vitifoliae)

## Возбудители болезней растений грибные

### Отсутствующие на территории России
- Аскохитоз хризантем (Didymella ligulicola)
- Белая ржавчина хризантем (Puccinia horiana)
- Головня картофеля (Thecaphora solani)
- Диплодиоз кукурузы (Stenocarpella macrospore)
- Диплодиоз кукурузы (Stenocarpella maydis)
- Индийская головня пшеницы (Neovossia indica)
- Коричневый пятнистый ожог хвои сосны (Mycosphaerella dearnessii)
- Рак стволов и ветвей сосны (Atropellis pinicola)
- Рак стволов и ветвей сосны (Atropellis piniphilla)
- Техасская корневая гниль (Phymatotrichopsis omnivore)
- Усыхание дуба (Ceratocystis fagacearum) (он же — сосудистый микоз дуба)

### Ограниченно распространённые на территории России
- Рак картофеля (Synchytrium endobioticum)
- Фитофтороз корней малины и земляники (Phytophthora fragariae)
- Фомопсис подсолнечника (Diaporthe helianthi) (также серая пятнистость стебля)
- Южный гельминтоспориоз кукурузы раса T (Cochliobolus heterostrophus race T)

## Возбудители болезней растений бактериальные

### Отсутствующие на территории России
- Бактериальный ожог риса (Xanthomonas oryzae pv. oryzae)
- Бактериальная полосатость риса (Xanthomonas oryzae pv. oryzicola)
- Бактериальное увядание винограда (Xylophilus ampelinus)
- Бактериальное увядание (Pantoea stewartii subsp. stewartii) (также вилт кукурузы)
- Золотистое пожелтение винограда (Grapevine flavescence doree phytoplasma)

### Ограниченно распространённые на территории России
- Бурая гниль картофеля (Ralstonia solanacearum)
- Ожог плодовых деревьев (Erwinia amylovora) —- перенесён из отсутствующих в 2009 году.
- Бурая монилиозная гниль (Monilia Fructicola)

## Возбудители болезней растений вирусные

### отсутствующие на территории России
- Андийский латентный тимовирус картофеля (Potato Andean latent tymovirus)
- Андийская крапчатость картофеля (Potato Andean mottle comovirus)
- Вирус T картофеля (Potato T trichovirus)
- Латентная мозаика персика (Peach latent mosaic viroid)
- Пожелтение картофеля (Potato yellowing alfamovirus)
- Рашпилевидность листьев черешни (Cherry rasp leaf nepovirus)
- Розеточная мозаика персика (Peach rosette mosaic nepovirus)

### ограниченно распространённые на территории России
- Шарка сливы (Plum pox potyvirus) (также оспа сливы)

## Возбудители болезней растений нематодные

### отсутствующие на территории России
- Бледная картофельная нематода (Globodera pallida)
- Колумбийская галловая корневая нематода (Meloidogyne chitwoodi)
- Сосновая стволовая нематода (Bursaphelenchus xylophilus)

### ограниченно распространённые на территории России
- Золотистая картофельная нематода (Globodera rostochiensis)

## Растения (сорняки)

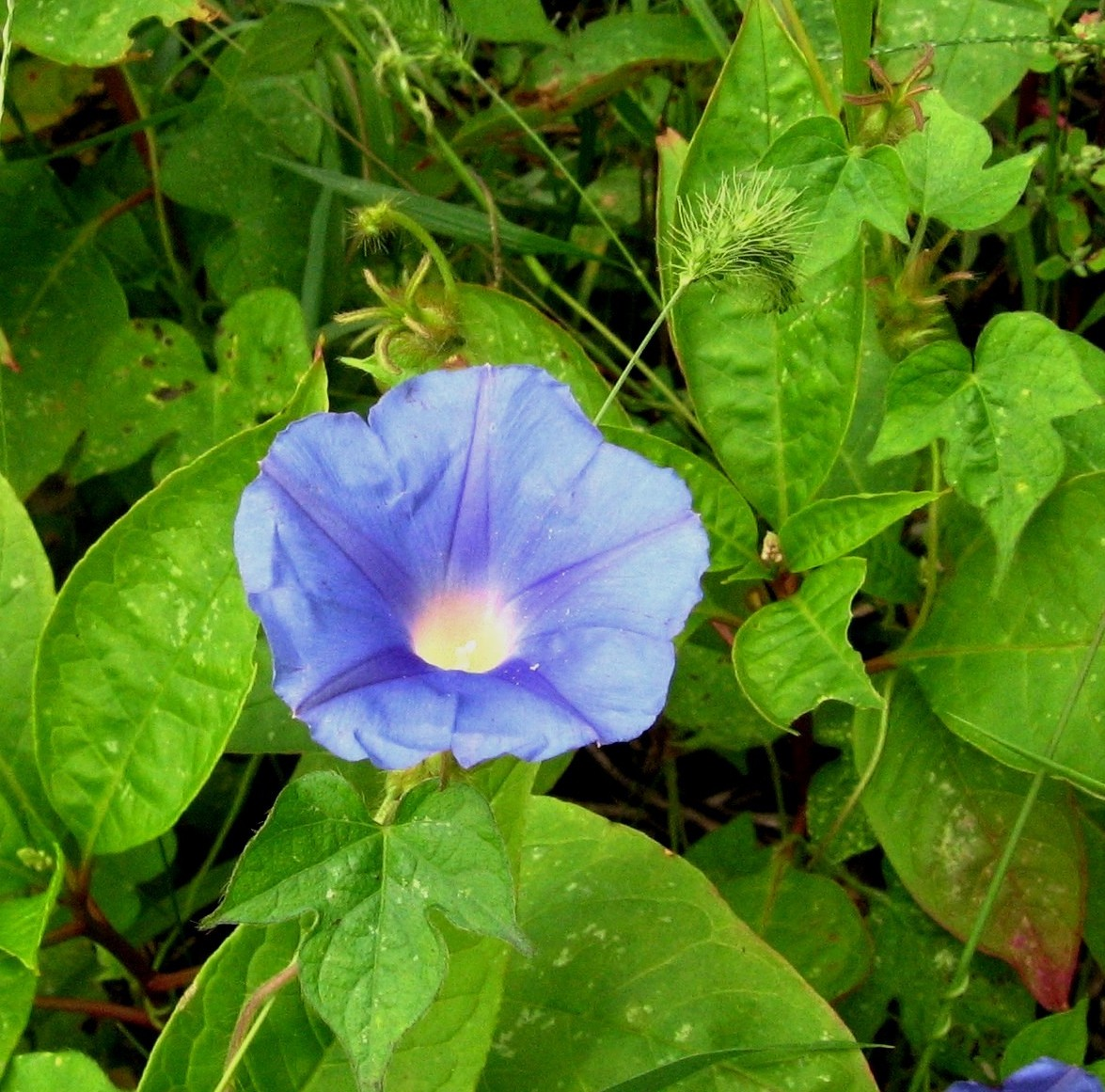
Ипомея плющевидная

### Отсутствующие на территории России
- Бузинник пазушный (Iva axillaris)
- Ипомея плющевидная (Ipomoea hederacea)
- Ипомея ямчатая (Ipomoea lacunosa)
- Паслен каролинский (Solanum carolinense)
- Паслен линейнолистный (Solanum elaeagnifolium)
- Подсолнечник реснитчатый (Helianthus ciliaris)
- Стрига (Striga) (все виды)
- Ценхрус малоцветковый (Cenchrus pauciflorus)
- Череда волосистая (Bidens pilosa)

### Ограниченно распространённые на территории России
- Амброзия многолетняя (Ambrosia psilostachya)
- Амброзия полыннолистная (Ambrosia artemisiifolia)
- Амброзия трехраздельная (Ambrosia trifida)
- Горчак ползучий (Acroptilon repens)
- Паслён колючий (Solanum rostratum)
- Паслён трехцветковый (Solanum triflorum)
- Повилика (Cuscuta) (все виды)